# EuroSpeedway Lausitz
O EuroSpeedway Lausitz é um autódromo localizado perto de Klettwitz (uma paróquia civil de Schipkau, distrito de Oberspreewald-Lausitz) no estado de Brandemburgo na parte mais oriental da Alemanha, próximo das fronteiras com a Polónia e Chéquia. Este circuito tinha originalmente o nome de Lausitzring por estar localizado na região alemã chamada de Lausitz (Lusácia), mas foi renomeado de "EuroSpeedway Lausitz" para uma melhor comunicação internacional.
O EuroSpeedway tem uma característica única na Europa continental: uma pista oval de alta velocidade, como as usadas nos EUA pela NASCAR e Indy Racing League. Os 3.2 km da pista oval em triângulo (semelhante ao Pocono Raceway) foi usado entre 2001 e 2003 por corridas CART nomeadas de German 500 (ganhas por Kenny Bräck e Sébastien Bourdais), e algumas corridas do campeonato britânico SCSA.
Anteriormente a 1986, na antiga Alemanha Oriental socialista, foi planeado converter um dos poços mineiros num autódromo. Mais tarde, nos anos 90, esta ideia foi concretizada, para substituir o circuito de AVUS em Berlim.
No sítio da tri-oval de alta velocidade, existe uma pista de rua para automóveis e motos, usando várias configurações da pista que têm uma distância rigorosa de 4500m. As bancadas à volta da tri-oval têm capacidade para 120 mil, enquanto que as bancadas principais têm 25 mil lugares, e ao contrário de muitos circuitos, todo o circuito pode ser visto da bancada principal. Também uma oval de testes com longas rectas e abruptas curvas está localizado perto da pista. Todas as pistas podem ser ligadas por um percurso de corridas de Endurance com 11 km, mas esta opção não é usada por um evento de destaque, e sim como uma pista de testes.
O EuroSpeedway tem sido usado para competições de automobilismo desde 2000. Entre outras séries, o DTM (Campeonato Alemão de Carros de Turismo) e o Campeonato Mundial de Superbike são disputados anualmente neste local.

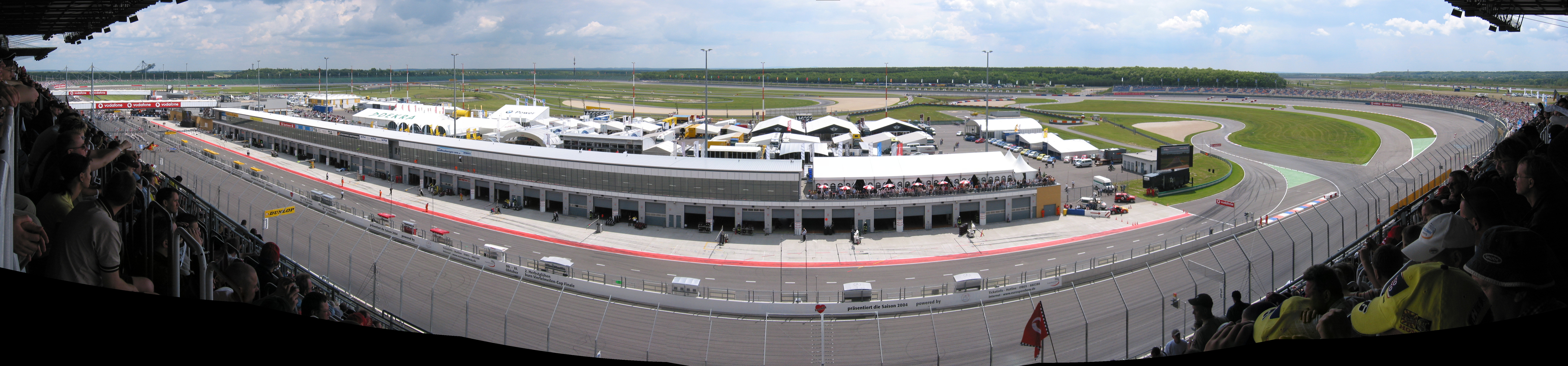
Panorama do circuito a partir das bancadas

Como todas as pistas modernas, o EuroSpeedway foi construído com os padrões possíveis da segurança. Contudo, no primeiro ano operacional houve acidentes sérios. A 26 de Abril de 2001 o antigo piloto de Fórmula 1 Michele Alboreto morreu testando o sportcar Audi R8. A 3 de Maio do mesmo ano um inexperiente marchal morreu ao ser atropelado por um carro de turismos durante uma sessão de testes. Finalmente, a 15 de Setembro de 2001, Alex Zanardi, o muito popular bicampeão do campeonato americano da CART perdeu as suas pernas num acidente na pista oval. Apesar destes acidentes o EuroSpeedway é considerado uma pista segura, já que nenhum dos acidentes nada teve a ver com os layouts do circuito.
A 2 de Outubro de 2005, o EuroSpeedway acolheu uma ronda do A1 Grand Prix no seu circuito de rua.

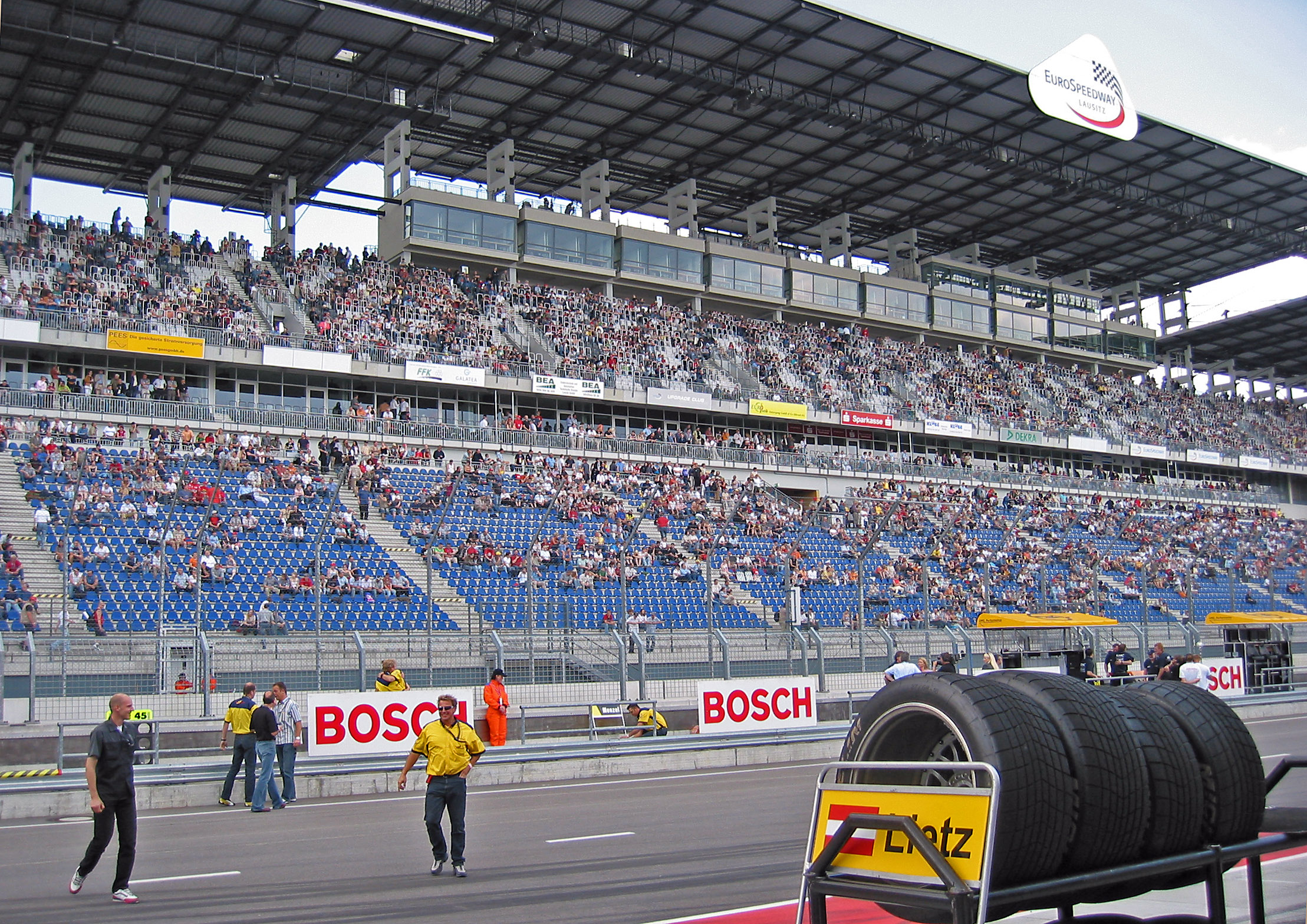
Bancadas em frente das boxes

O hino oficial do EuroSpeedway "Speed Kings" foi gravado pela veterana banda alemã oriental "Puhdys" em 2000.